# Rio Meriti
O Rio Meriti é um curso d'água  no Estado do Rio de Janeiro, no Brasil. O Rio Meriti possui dois afluentes: o Rio Acari e o Rio Pavuna . A confluência desses dois rios marca a divisa dos atuais municípios de Duque de Caxias (anteriormente Merity) e São João de Meriti. O Rio Meriti e seu afluente o Rio Pavuna são também as divisas naturais da Baixada Fluminense com a Zona Norte da Cidade do Rio de Janeiro, a capital estadual.

## Etimologia
"Meriti" é oriundo do termo da língua tupi antiga meriti'yba (variedade de palmeira).